# Leggadina
Leggadina és un gènere de rosegadors de la família dels múrids. Aquest grup conté quatre espècies, dues de vivents i dues d'extintes, totes oriündes d'Austràlia. Es tracta d'un gènere de ratolins de cua curta adaptat a les zones àrides. Les espècies d'aquest grup es caracteritzen per tenir la primera molar superior gran, la tercera molar superior reduïda, una cúspide accessòria al davant de la primera molar superior, les incisives apuntant cap endavant, els forats palatals posteriors estrets però grans i la vora anterior de la làmina zigomàtica recta o convexa. El nom genèric Leggadina significa ‘Leggada petita’ en llatí.